# Das Duo: Man lebt nur zweimal
Man lebt nur zweimal ist ein deutscher Fernsehfilm von Jörg Grünler aus dem Jahr 2006. Es handelt sich um den 12. Filmbeitrag der ZDF-Kriminalfilmreihe Das Duo. Der Film wurde in Lübeck gedreht und am 14. Oktober 2006 um 20:15 Uhr im ZDF erstausgestrahlt.

## Handlung
Marion Ahrens ist mit ihrem Mann auf dem Rückweg von Schweden und ist gespannt, wer nach ihrem Urlaub die freigewordene Stelle im Kommissariat antreten wird. Zu ihrer Überraschung trifft sie dabei auf Clara Hertz, mit der sie gerade einen kleinen Zusammenstoß mit dem Auto gehabt hatte.
Ihr erster gemeinsamer Fall ist die Aufklärung des Todes von René Altenberg. Der drogensüchtige Kleinkriminelle wurde tot im Wasser treibend aufgefunden und die Obduktion stellt klar, dass er gewaltsam ertränkt wurde. Das Opfer stammt aus Nürnberg und wohnte in Lübeck in einem Hotel. Die Kommissarinnen erfahren von der Tochter, Christy Altenberg, dass er hier einen Club eröffnen wollte und vermuten daher, dass er so seine Drogengeschäfte nach Lübeck ausweiten wollte. Bei der Durchsuchung des Hotelzimmers findet sich die Telefonnummer von Susanne Erbach, einer ehemaligen Drogenabhängigen. Sie gibt zu, ein Verhältnis mit Altenberg gehabt zu haben, von dem ihr Mann nichts wisse. Als Jochen Erbach diesbezüglich befragt wird, gibt er zu, dass er die Liaison seiner Frau vor kurzem herausgefunden hat. Für Ahrens und Hertz käme er somit als Täter in Betracht, Beweise dafür haben sie jedoch nicht. Dagegen mehren sich Indizien gegen den Unternehmer Bernd Möller. Er hatte den Toten gefunden und benimmt sich für einen Zeugen recht merkwürdig. Kurz darauf stellt sich heraus, dass seine Tochter vor einigen Tagen von Altenberg angesprochen wurde. Ahrens glaubt aber nicht an eine geplante Entführung des Kindes, denn dazu hätte Altenberg nicht extra nach Lübeck kommen müssen, weil es auch in Nürnberg dafür potentielle Opfer gäbe. Nach intensiver Recherche finden die Kommissarinnen heraus, dass Möller sich eine neue Identität aufgebaut hat. Vor 20 Jahren hatte er zusammen mit Altenberg einen Raubüberfall begangen und den Untergang der Estonia genutzt, um unterzutauchen. Altenberg hatte ihn per Zufall gefunden und wollte nun nach Jahren seinen Anteil aus dem Raubüberfall. Damit wird Möller für die Tat verantwortlich gemacht, was er jedoch strikt leugnet. Nach langem Verhör räumt er ein, sich mit Altenberg verabredet zu haben, um ihm das geforderte Geld zu übergeben. Als er jedoch zum Treffpunkt kam, hätte er ihn tot im Wasser gefunden.
Ahrens glaubt ihm und findet Unregelmäßigkeiten zur Aussage von Jochen Erbach. Um das zu überprüfen, suchen die Kommissarinnen die Erbachs auf, woraufhin Jochen Erbach sofort die Nerven verliert und Clara Hertz in seine Gewalt bringt. Er gibt zu, Altenberg getötet zu haben, weil er nicht zulassen wollte, dass seine Frau durch ihn verleitet wird, wieder Drogen zu nehmen.
Als kurz darauf die Polizei eintrifft, lässt sich Jochen Erbach widerstandslos festnehmen.

## Kritik
Rainer Tittelbach von tittelbach.tv meinte: „Die neue am Lübecker Tatort kann sich sehen lassen: Lisa Martinek musste Ann-Kathrin Kramer in ‚Das Duo‘ ersetzen und sie tut es souverän, wie die Schauspielerin seit Jahren alle ihre Rollen meistert.“ Und „mit der Neuen klappt es prima – auch wenn sie manchmal einen Tick zu schnell ist. Das Kräfteverhältnis stimmt, der Generationsunterschied bleibt ein Gewinn. Mit neuer Frische und Szenen wie dem sehr intensiven Verhörmarathon und dem Kleinbürger-Showdown werden diese Krimis künftig wohl noch mehr zu ihrem Stil finden: eine TV-Reihe aus der Normalität des Alltags, natürlich und ungekünstelt wie ihre Protagonistinnen.“
Die Kritiker der Fernsehzeitschrift TV Spielfilm vergaben die bestmögliche Wertung (Daumen nach oben) und meinten „Nach dem Abgang von Ann-Kathrin Kramer verlegt sich das Skript darauf, ihre Nachfolgerin einzuführen. Der Fall ist dabei etwas konfus geraten.“ Als Gesamtfazit zogen sie „Frau Martinek bringt Leben in die Bude“.